# Técnicas de construção
andre manfrini antonio sabalo Técnicas de construção são métodos, procedimentos, tecnologias, máquinas e materiais, os quais quando conjugados e utilizados de uma forma racional permitem alcançar um objectivo determinado.
Numa classificação não-universal podemos sub-dividir a construção e as suas técnicas nas seguintes grandes áreas de actuação:
- Construção civil
- Construção mecânica
- Construção eléctrica
- Construção naval
- Construção aero-espacial
- Construção de automatismos e componentes electrónicos.

Cada uma das áreas de acctuação acima referidas, tem as suas técnicas de construção específicas, havendo no entanto algumas que são comuns a mais do que uma área. Por exemplo,a soldadura é uma técnica de construção utilizada em quase todas ou mesmo todas as áreas de actuação acima definidas. Já o concreto armado é uma técnica de construção utilizada exclusivamente na construção civil.